# Бланшар, Тесса
Тесса Бланша́р (англ. Tessa Blanchard, род. 26 июля 1995, Шарлотт, Северная Каролина) — американская женщина-рестлер. Наиболее известна своим выступлениями в Impact Wrestling, где она стала первой женщиной, выигравшей главный титул компании мировое чемпионство Impact, а также титул чемпионки мира Impact среди нокаутов.
Бланшар является рестлером в третьем поколении, являясь внучкой Джо Бланшара, дочерью участника оригинального состава группировки «Четыре всадника» Талли Бланшара и падчерицей Магнума Ти Эйя. Кроме того, Бланшар являлась чемпионом The Crash Women’s Championship, чемпионом AAA Reina de Reinas Championship и чемпионом женского промоушена WOW World Championship.

## Ранняя жизнь и тренировки
Тесса Бланшар родилась 26 июля 1995 года в Шарлотт, Северная Каролина. Являясь внучкой рестлера Джо Бланшара, дочерью Талли Бланшара и падчерицей Магнума Ти Эй.
Когда ей было четыре года, она вместе с матерью, и всеми остальными братьями и сестрами переехали жить к отчиму. Её отец Талли Бланшар, после развода, иногда навещал их раз в месяц. У нее есть трое братьев и сестер отца и сводные братья и сестры-близнецы  отчима.  Считая себя любительницей музыкального театра и поступила в Детский театр Шарлотт, где она участвовала в конкурсной декламации Шекспира и играла во всех любительских постановках своей школы. Также была в команде по легкой атлетике.
После окончания школы, Тесса уехала из дома и некоторое время училась в Университете Северной Каролины в Шарлотте и жила в основном на доходы от работы в ночном клубе и надолго перестала общаться с ближайшими родственниками. Работая барменом Тесса, обслуживала столики и устраивала вечеринки со своими друзьями по колледжу, интерес к реслингу, у неё пробудился когда она вместе со своим отцом отправилась в Майами на церемонию введения «Четырех всадников» в Зал славы WWE которая прошла в 2012 году. Свои планы занятием реслингом, Тесса держала в секрете от своей семьи, поскольку тогда она все ещё медленно примирялась со своей матерью и отчимом.
В 2013 году, когда ей исполнилось 18 лет она пришла в школу рестлинга Highspots находящейся в её родном городе Шарлотт. Где её тренировал ветеран NWA/WWE/WCW Джордж Саут, а среди его известных выпускников был и будущий рестлер WWE Седрик Александер. По настоянию владельца промоушена Майкла Бочиккио о своих тренировках, она сообщила своему отцу и отчиму спустя шесть месяцев. В 2014 году она также проходила просмотр в WWE, но официальное предложение так и не поступило.

## Карьера в рестлинге

### Независимая сцена (2014—2016)

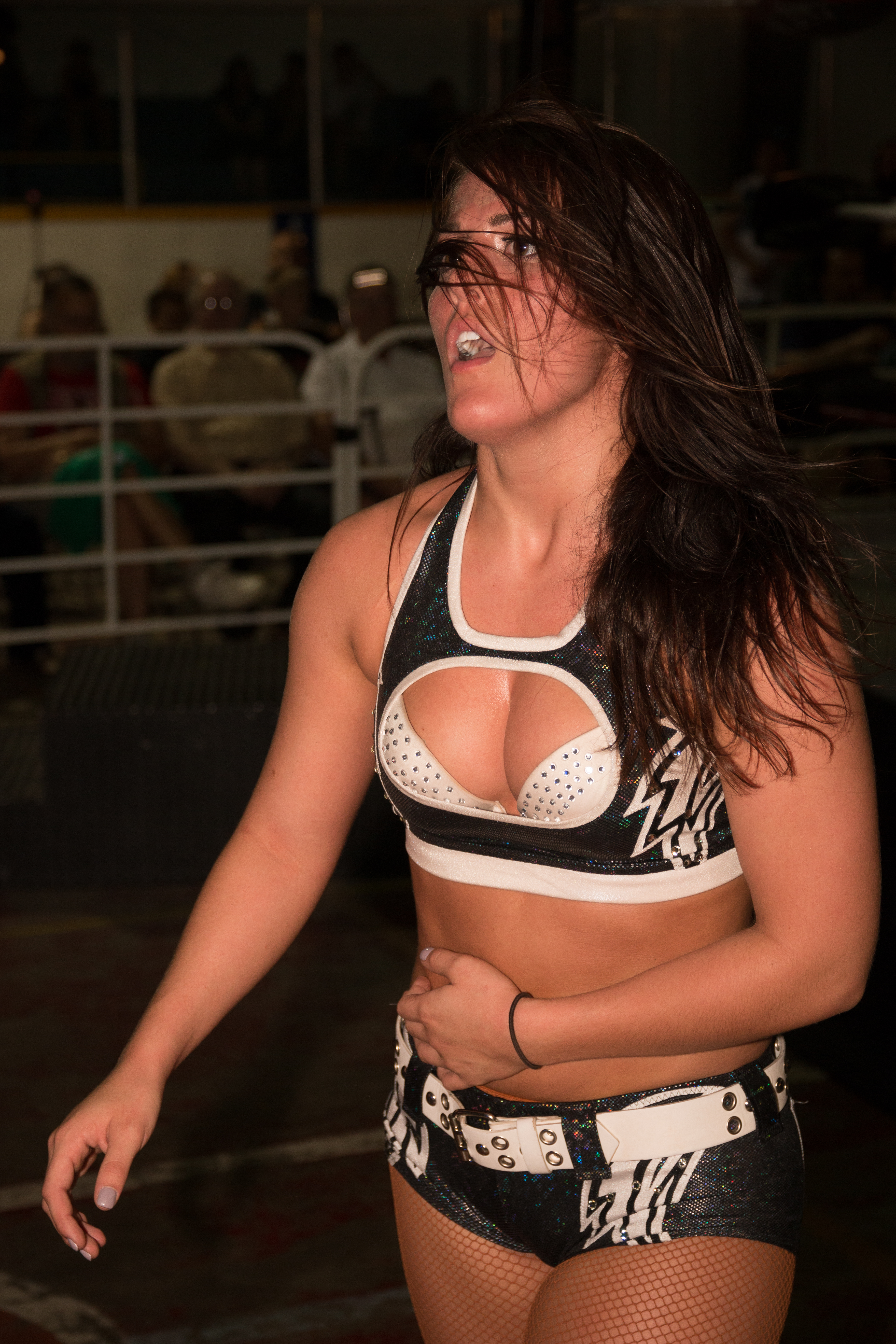
Бланшар после матча 2013 году

13 июня 2014 года, Бланшар приняла участие в шоу Queens of Combat 2, где прервала промо Мисс Рэйчел после её победы над Амандой Родригес, что привело к матчу между нами, в котором она проиграла. 11 октября Бланшар приняла участие в турнире Super 8 ChickFight, организованном East Coast Wrestling Association (ECWA), федерацией из штата Делавэр. Выиграв данный турнир, победив последовательно Тину Сан-Антонио, Рене Мишель и Дженни Роуз. Бланшар спустя неделю успешно защитила свой титул чемпионки ECWA среди женщин против Эмбер О’Нил.
8 ноября 2014 года она дебютировала за женский промоушен Women Superstars United, приняв участие в матче за титул WSU Spirit Championship на шоу Breaking Barriers III где проиграла Нийи. 21 февраля 2015 года Бланшар одержала первую победу в промоушене, победив Сэсси Штеффи.
3 апреля 2015 года Бланшар дебютировала в промоушене Shine Wrestling  как хил на шоу Shine 26, где проиграла Иви. Позже тем же вечером она напала на Леву Бейтс и в результате она и Джессика Хэвок проиграли  Сараей Найт и Су Юнг, а позже стала новым участницей группировки Valkyrie.
9 января 2016 года Бланшар дебютировала в промоушене Lucha Underground, проиграв Ивелиссе Велес в темном матче. 24 апреля 2016 года Бланшар в смешанном командном матче, вместе с Принцем Пумой победили Марти Мартинеса и Марипосу.
Весной 2016 года, после работы в промоушенах как Shimmer, Stardom, Lucha Underground и NXT, Бланшар начала выступать в матчах с рестлерами-мужчинами. Её первый смешанный одиночный матч состоялся против новичка NXT Доминика Дияковича,  также выступала в смешанном командном матче с Рикошетом, против Би Пристли и Уилла Оспрея. 16 июня 2018 года Бланшар победила Мерседес Мартинес и выиграла чемпионство WSU.

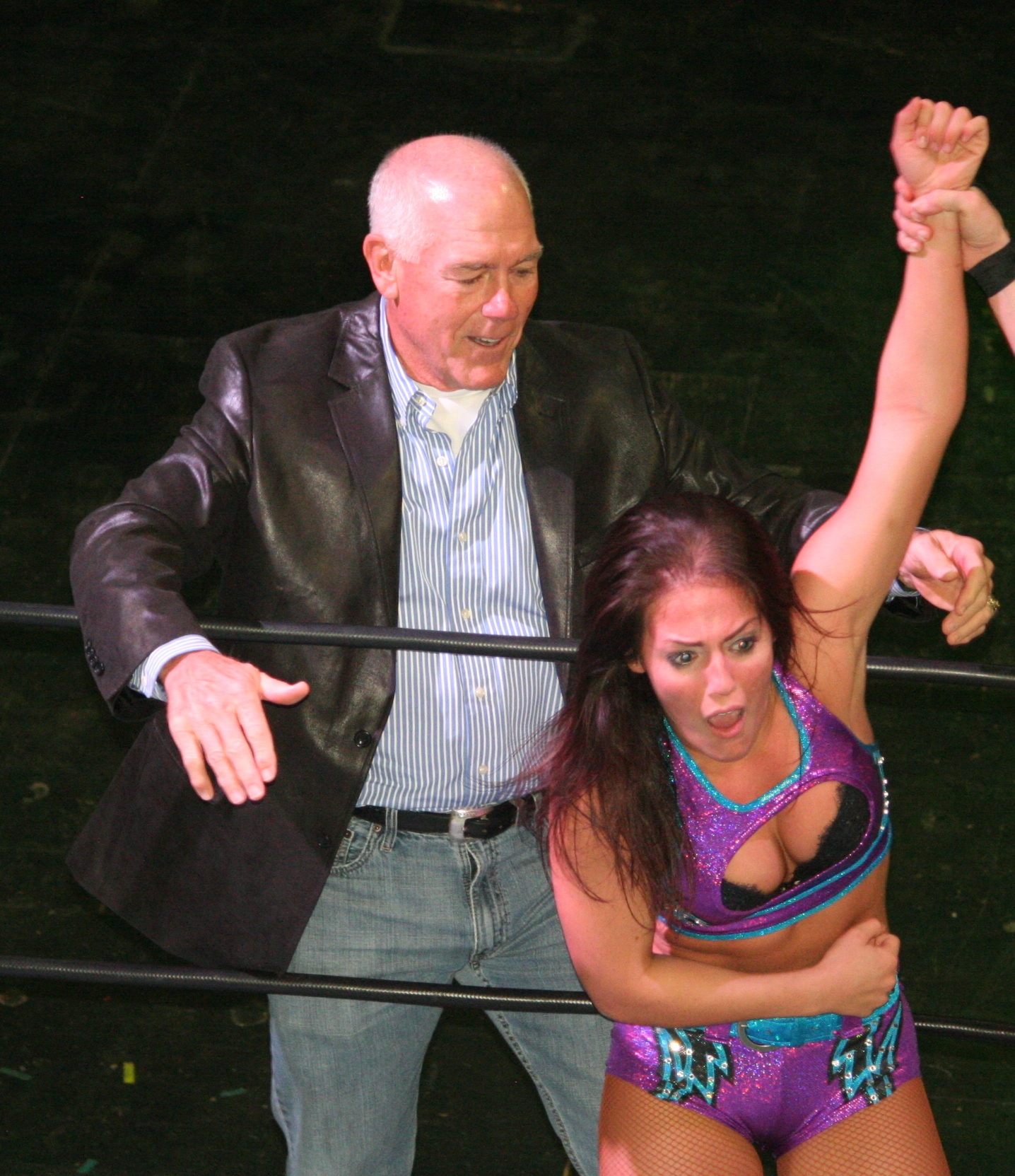
Тесса со своим отцом Талли в 2014 году

7 июля промоушены Rise Wrestling и Impact Wrestling провели совместное шоу Rise of the Knockouts. На этом шоу Бланшар выиграла ранее вакантный титул чемпиона Phoenix of Rise в 30-минутном матче по правилам «железная женщина» против Мерседес Мартинес. 19 октября Бланшар проиграла чемпионский титул Мартинес уже в 75-минутном матче по правилам «железная женщина», что является самым продолжительным поединком в истории  женского рестлинга. 14 июля Бланшар победила Лейси Лейн и Сантану Гарретт выиграв титул чемпиона The Crash среди женщин.
1 сентября Бланшар победила Бритт Бейкер, Челси Грин и Мэдисон Рейн в матче на выживание на шоу All In.

### WWE (2016, 2017)
В 2016 году Бланшар появилась в WWE, дебютировав 2 апреля на ринге бренда NXT в матче против Алексы Блисс, в котором она проиграла. 4 мая Бланшар проиграла  Нае Джакс. 15 июня она провела свой третий поединок, проиграв его Кармелле. 13 июля 2017 года Бланшар вновь вернулась промоушен в составе женского турнира Mae Young Classic, где выбыла в первом раунде из турнира, проиграв Каири Сэйн.

### World Wonder Ring Stardom (2016—2017)
В августе 2016 года Бланшар дебютировала в женском японском  промоушене World Wonder Ring Stardom, приняв участие в турнире 5-звезд Гран-при 2016 года, где она дошла до финала, но 22 сентября проиграла его Йоко Бито. В апреле 2017 года Бланшар вернулась в Stardom.  30 апреля она приняла участие в турнире Cinderella 2017 и в первом раунде он победила обладательницу чемпионского титула High Speed Championship Криса Вулфа, а во втором раунде проиграла  победительнице турнира Тони Шторм. 14 мая Бланшар объединилась с Джессикой Хэвок, бросив вызов  команде Хиройо Мацумото и Джангл Кене в матче за командные титулы Богини славы, но проиграли.

### WOW-Women of Wrestling (2018—2022)

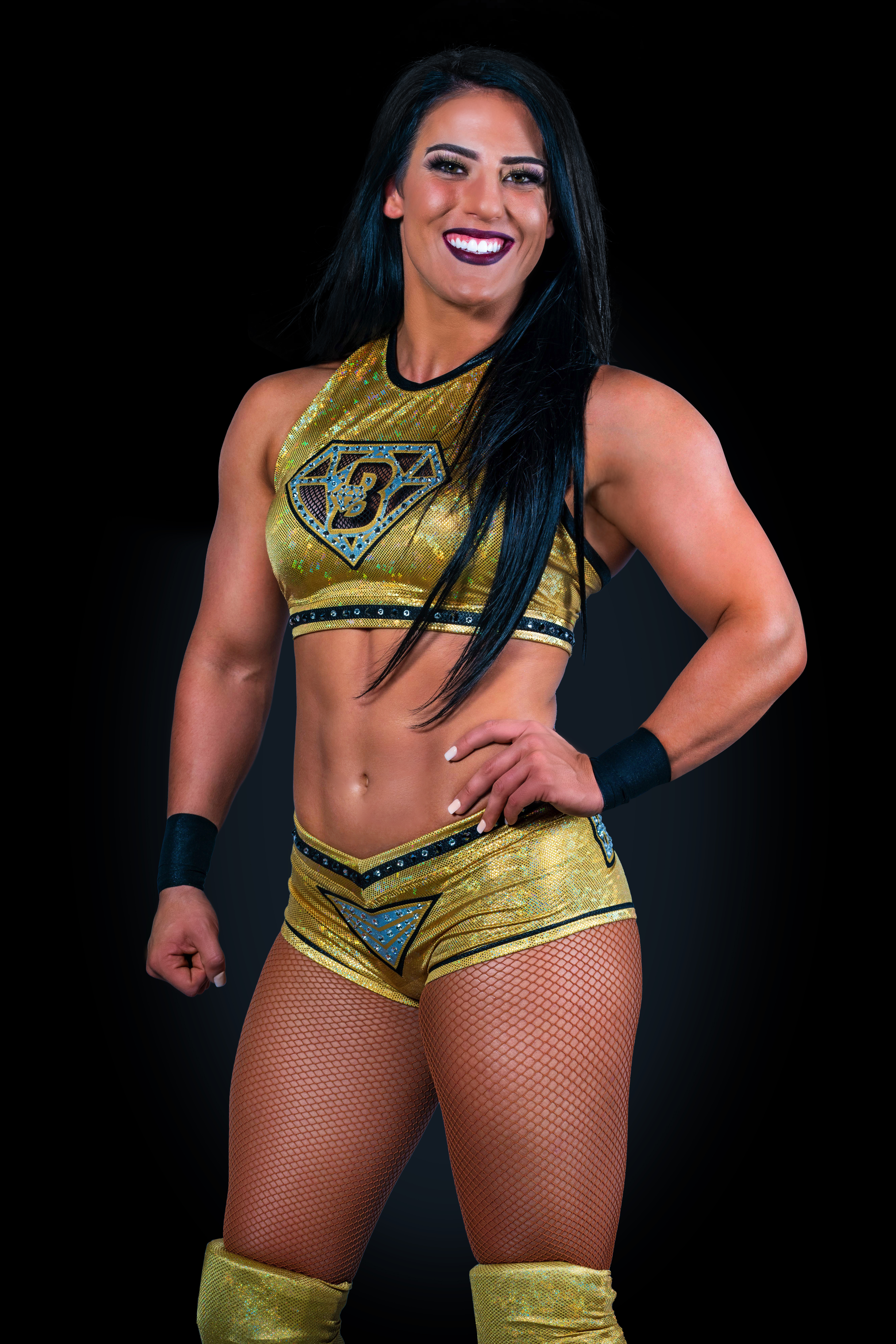
Появление Бланшар в промоушене WOW-Women of Wrestling

5 сентября 2018 года объявлено, что Бланшар подписала контракт с женским промоушеном Women of Wrestling (WOW) и дебютирует на телевидении в октябре того же года. 18 января 2019 года, когда состоялась премьера WOW на AXS TV, Бланшар дебютировав на телевидении, она столкнулась с Мировой чемпионкой WOW Сантана Гарретт, зарекомендовавшая себя как злодейкой, поскольку эти двое будут враждовать за чемпионский титул. На эпизоде WOW от 15 февраля она впервые выиграла чемпионский титул промоушена победив ранее непобежденную Jungle Grrrl. 6 марта, 2019 года Бланшар присоединилась к владельцам WOW Джини Басс и Дэвиду Маклейну чтобы вместе с генеральным директором AXS TV Эндрю Саймоном, объявить о продлении второго сезона сети с рекордным количеством в 24 серии. Кроме того, было объявлено, что Бланшар станет одной из тренеров в женской подготовительной школе реслинга WOW , находящейся в Лонг-Бич, штат Калифорния. Во время своего рейна Бланшар успешно защитила свой титул против Фейт Львицы, Рейны Рейес, Серпиентье, и ветерана WOW, бывшею чемпионку Jungle Grrrl. В финале второго сезона Бланшар проиграла свой титул Зверю, завершив свой рейн в 217 дней.
6 октября 2021 года на крыше здания Circa Resort & Casino в Лас-Вегасе президент ViacomCBS глобальной дистрибуции Дэн Коэн вместе с Дэвидом Маклейном и исполнительными продюсерами WOW Джини Басс и Эй Джей Мендес объявили, что ViacomCBS заключили многолетнее дистрибьюторское соглашение для WOW. Для Бланшар это станет историческим и эксклюзивным соглашением о правах на СМИ между CBS и WOW и дает ей самую крупнейшую дистрибьюторскую платформу в её истории карьеры профессионального рестлера. Но ещё до начала нового сезона она поссорилась с компанией и ушла.

### Impact Wrestling (2018—2020)

#### Чемпионка среди нокаутш (2018—2019)
22 апреля 2018 года Бланшар дебютировала в промоушене Impact Wrestling на шоу Redemption, присоединившись к команде комментаторов во время матча между Кирой Хоган и Таей Валькирией. Спустя несколько недель, после нападения на неё во время матча, она в своем первом матче на выпуске Impact! победила Хоган. На pay-per-view Slammiversary XVI Бланшар одержала свою первую победу, победив Элли.
12 августа (который транслировался с задержкой записи 30 августа) на ReDefined special в трехстороннем матче Бланшар победила Элли и Су Юнг  впервые  своей карьере выиграла Чемпионство Impact среди нокаутш.  Следующей ночью в эфир  вышло «One Night Only: Bad Intentions»,  на котором  Бланшар провела первую успешную защиту титула, победив Жизель Шоу.  Во время своего рейна  она защищала свой титул против таких соперниц, как Су Юнг и Фаби Апач. В октябре Бланшар затеяла вражду с Тайей Валькирией, в которой она победила  её в двух матчах. — это на шоу Bound for Glory и три недели спустя в матче-реванше на выпуске Impact. Позже Валькирии удалось победить Бланшар в смешанном командном матче, что принесло ей ещё одну возможность бороться за титул.
6 января 2019 года на шоу Impact Wrestling Homecoming Бланшар проиграла титул Валькирии после того, когда специальный приглашенный рефери Гейл Ким (на которую она напала во время матча) провела ей Eat Defeat (вариация фейсбрейкера), положив конец её рейну в 147 дней. После того, как ей не удалось вернуть титул у Валькирии в матче по правилам уличная драка, Бланшар затеяла вражду с Ким, которая привела к тому, что обе женщины неоднократно нападали друг на друга внутри и за пределами ринга (в том числе в ресторане мужа Ким). Позже это приведет к их матчу между ними, на шоу Impact Wrestling Rebellion прошедшего 28 апреля, где Бланшар победила Ким в её официально последнем матче. После матча Ким похвалила Бланшар за её способности на ринге и что она будущее дивизиона. Бланшар также поблагодарила Ким и вернула ей уважение, тем самым становясь фейсом в процессе.

#### Мировой чемпион Impact (2019—2020)
7 июля Бланшар сразилась в первом межполовом матче с Сами Каллиханом, который когда-либо возглавлял шоу профессионального реслинга на pay-per-view Slammiversary XVII, в ходе которого она проиграла. Позже она участвовала в лестничном матче за титул Impact X Division Championship, который выиграл Эйс Остин 20 октября на шоу Bound for Glory. На эпизоде  Impact!  19 ноября Бланшар выиграла матч по правилам гаулент-матч у Даги, Мууса, Рича Суонна, Майкла Элгина и Брайана Кейджа, став претендентом No. 1 за Мировое чемпионство Impact. 12 января 2020 года на pay-per-view Hard to Kill Бланшар победила Каллихана и выиграла Мировое чемпионство Impact, став первой женщиной в истории, завоевавший данный титул. Бланшар также провела  единственную успешную защиту титула против Тай Валькирии, которая стала второй женщиной, оспаривавшей титул мирового чемпиона, а также впервые показала двух женщин, соревнующихся за главный мужской титул компании. Её последний матч в Impact был записан 7 марта 2020 года и только вышел в эфир спустя ровно месяц 7 апреля, где она объединилась с Эдди Эдвардсом в матче за Мировые командные чемпионства Impact против действующих командных чемпионов команды Север (Итана Пейджа и Джоша Александера), но проиграли. После ухода в отпуск из-за пандемии COVID-19, 25 июня Бланшар покинула промоушен  после того, как её контракт был расторгнут до истечения  его срока действия 30 июня; и в процессе была лишена главного титула компании.

### Lucha Libre AAA Worldwide (2019)
18 марта 2019 года менеджер Коннан объявил, что Бланшар покинула промоушен Crash Lucha Libre и присоединилась к AAA Lucha Libre. 18 мая в Тустла-Гутьеррес, штат Чьяпас, Бланшар вместе в паре с Ла Хьедрой дебютировала в промоушене, которая победила пару Фаби Апач и чемпионку AAA Рейну де Рейнас Леди Шани.
3 августа на Triplemanía XXVII Бланшар победила Апачу, Тайю Валькирию, Аяко Хамаду, Чика Торменту, Ла Хьедру и Леди Шани в матче за столы, лестницы и стулья и выиграла чемпионский титул AAA Reina de Reinas Championship, став таким образом третьим иностранцем (после Тайи Валькирии и Аяко Хамады) и первым американцем выигравший данный титул. Однако 15 сентября в своей первой защите титула , Бланшар проиграла его Валькирии на совместном шоу Lucha Invades NY двух промоушенов Impact Wrestling и AAA, тем самым завершив свой 43-дневный рейн.

## Личная жизнь
Тесса также была дублером актрисы Флоренс Пью в фильме «Борьба с моей семьей», продюсером которого является Дуэйн «Скала» Джонсон, рассказывающая о бывшем рестлере WWE Пейдж. 20 ноября 2019 года Бланшар подтвердила свою помолвку с коллегой-рестлером Мигелем Оливо, более известным под именем на ринге Дага. В августе 2020 года пара поженилась и проживает в Мексике.
В январе 2020 года несколько женщин-рестлеров выступили с обвинениями в издевательствах и расизме против Бланшар, включая инцидент, в котором Бланшар плюнула в лицо чернокожей женщине и оскорбляя её на расовой почве. Женщина, о которой идет речь, является рестлер Блэк Роза, позже она заявила, что инцидент действительно имел место быть. Хотя Бланшар все эти обвинения опровергает.

## В реслинге
- Завершающие приемы
  - Магнум (Ныряющий двойной удар коленом по лицу)[24]
  - Рогатка и суплекс от живота к спине[24]
  - Модифицированный кроссфэйс
- Коронные приемы
  - Abdominal stretch[24]
  - суплекс от живота к спине[24]
  - Бомба Сентона
  - Двойной удар коленом по лицу повешенному на канате противника[24]
  - Удар по предплечью[24]
  - Guillotine choke, while applying a hammerlock
  - Прыгающий каттер[24]
  - hort-arm clothesline, sometimes done repeatedly in succession into a Saito suplex
- Прозвище
  - «The Queen of the Carolinas»
  - «The Queen of the Diamonds»

## Титулы и достижения
- American Pro Wrestling Alliance

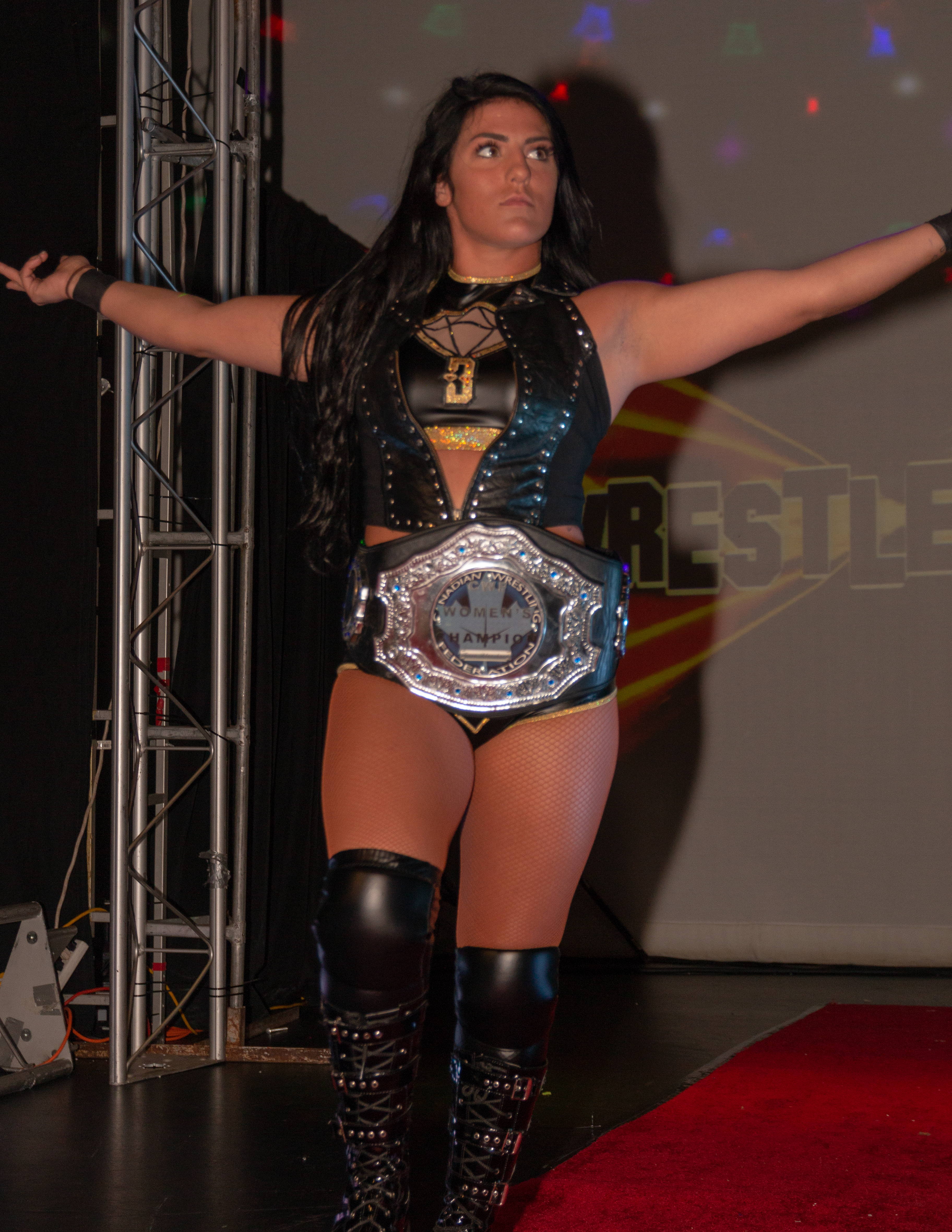
Тесса Бланшар с чемпионским титулом CWF

  - APWA World Ladies Championship (1 раз)[80][81]
- Canadian Wrestling Federation
  - CWF Women’s Championship (1 раз)[82]
- The Crash
  - The Crash Women’s Championship (1 раз)[83][84]
- East Coast Wrestling Association
  - ECWA Women’s Championship (1 раз)[85][86][87]
  - Победительница турнира ECWA Super 8 ChickFight (2014)[88]
- Exodus Wrestling Alliance
  - EWA Heavyweight Championship (1 раз)[89]
  - EWA Florida Heavyweight Championship (1 раз)[90]
- Impact Wrestling
  - Мировой чемпион Impact (1 раз)[91]
  - Мировая чемпионка Impact среди нокаутов (1 раз)[92]
  - Mashup Tournament (2019) — с Сами Каллиханом[93]
  - Премии года Impact (4 раза)
    - Нокаутша года (2018)[94]
    - Прием года (2019) Магнум[95]
    - Рестлер года (2019)
    - Матч года (2019) против Сами Каллихана на Slammiversary XVII
- Lucha Libre AAA Worldwide
  - AAA Reina de Reinas Championship (1 раз)
- Lucky Pro Wrestling
  - Победитель командного турнира Kings And Queens (2015) — с Энтони Грином[96]
- PCW Ultra
  - PCW Ultra Women’s Championship (1 раз)[97]
- Pro Wrestling eXpress
  - PWX Women’s Championship (1 раз)[98]
- Pro Wrestling Illustrated
  - PWI ставит её под № 5 в топе из 100 женских рестлеров в 2019 году[99]
  - PWI ставит её под № 83 в списке 500 лучших рестлеров в 2020 году[100]
- Remix Pro Wrestling
  - Remix Pro Fury Championship (1 раз)[101]
- Rise Wrestling
  - Phoenix Of RISE Championship (1 раз)[102]
  - Премия Rise года (2 раза)
    - Матч года (2018) против Мерседес Мартинес в 75-минутном матче Железная женщина на RISE 10: Insanity[103]
    - Момент года (2018) — Мерседес Мартинес и Тесса Бланшар установили новый мировой рекорд на RISE 10, как самый продолжительный в истории матч женского рестлинга - 75 минут[103]
- Shimmer Women Athletes
  - Shimmer Tag Team Championship (1 раз) — с Ванессой Крэйвен[104]
- Sports Illustrated
  - Ставит её под № 2 в топе из 10 женских рестлеров в 2019 году[105]
- Warrior Wrestling
  - WW Women’s Championship (1 раз)[106][107][108]
- Women of Wrestling
  - WOW World Championship (1 раз)[109][110][111]
- Women Superstars Uncensored
  - WSU Championship (1 раз)[112][113]
- WrestleCircus
  - WC Lady of the Ring Championship (1 раз)[114][115]
  - WC Sideshow Championship (1 раз)[116][117][118]
- Zelo Pro
  - Zelo Pro Women’s Championship (1 раз)[119][120][121]